# 六氯氧二铁(III)酸四乙基铵
六氯氧二铁(III)酸四乙基铵是一种配位化合物，化学式为(N(C2H5)4)2Fe2OCl6。它可由氯化铁六水合物和甲醇钠在甲醇中反应，再与四乙基氯化铵反应得到。它和苯甲酸钠、2-羟甲基吡啶（hmpH）在乙腈中反应，可以结晶出Fe8O4(O2CC6H5)11(hmp)5。